# Martha Mamani
Martha Gimena Mamani Mamani, también conocida como Martha Mamani (Walata Grande, Bolivia; 1990) es una comunicadora social boliviana. De etnia aimara, fue elegida como la primera directora indígena de la carrera de Ciencias de la Comunicación Social de la Universidad Pública de El Alto, institución educativa pública de nivel superior de la segunda mayor ciudad del país.

## Biografía
Nació en la comunidad Walata Grande del cantón Warisata, en el municipio de Achacachi de la provincia de Omasuyos en el departamento de La Paz, una localidad ubicada a más de 100 km de la ciudad de La Paz. Se dedicó a la artesanía y a la agricultura con sus padres,antes de trasladarse a la ciudad de La Paz, donde trabajaría con la venta de artesanías de platería, fileteado y limpieza de sobreros y como trabajadora doméstica. Conllevando los estudios con el trabajo y la necesidad de auxiliar su familia, logró entrar a la Universidad Pública de El Alto (UPEA). Se graduó en esa institución, realizando además tres maestrías y un doctorado, actualmente en curso. Llegó a trabajar en un canal de televisión de El Alto, donde presentaba noticias en aimara, pero la despidieron en un episodio en que la licenciada alega haber sido víctima de discriminación. Tras cinco años en la docencia en esa universidad, en la carrera de Comunicación Social, fue elegida como directora por sus colegas y estudiantes, siendo posesionada el 3 de mayo de 2023.
Durante el periodo como estudiante fue elegida como reina de belleza de su carrera, de la universidad (Cholita UPEA 2009) y de un certamen de la ciudad de La Paz, Cholita con Ñeq'e, edición 2011.